# 黒田綱彦
黒田 綱彦（くろだ つなひこ、1850年3月4日（嘉永3年1月21日） - 1913年（大正2年）5月14日）は、日本の政治家、衆議院議員（1期）。

## 経歴
備前国岡山(現・岡山県岡山市)生まれ。和学、漢学と仏語を学ぶ。フランス公使館通訳官、工部省調査課長、内務省参事官、同書記官、法典調査委員、麻布区会議員、同議長、東京市会議員となる。
1892年の第2回衆議院議員総選挙において東京府第1区から中央交渉会所属で立候補して当選した。衆議院議員を1期務め、1894年3月の第3回衆議院議員総選挙では国民協会から立候補したが20票差で落選した。1913年に死去した。